# استان اولیانوفسک

استان اولیانوفسک در نقشهٔ روسیه.

استان اولیانوفسک (به روسی: Улья́новская о́бласть، تلفظ: اولیانُوسکایا اُبلاست، به زبان چوواشی: Чĕмпĕр облаçĕ، جَمپَر اُبلاسه) یکی از واحدهای فدرالی روسیه است.
مرکز آن شهر اولیانوفسک است.
جمعیت این استان ۱٬۳۸۲٬۸۱۱ نفر (سرشماری ۲۰۰۲) و مساحت آن ۳۷٬۳۰۰ کیلومتر مربع است.
نام اولیانوفسک از نام خانوادگی اولیانوف که نام خانوادگی اصلی ولادیمیر ایلیریج لنین بود گرفته شده.
۷۲ درصد از مردم این استان روس، ۱۲ درصد تاتار، ۸ درصد چواش، ۴ درصد موردوا و ۴ درصد از دیگر اقوام هستند.